# Dani Stevens
Daniele Stevens, da nubile Samuels (Fairfield, 26 maggio 1988), è una discobola e pesista australiana.
Detentrice del primato oceaniano con la misura di 69,64 m, ai campionati mondiali di Berlino 2009 si è laureata campionessa mondiale di lancio del disco.

## Palmarès
| Anno | Manifestazione    | Sede           | Evento           | Risultato | Prestazione | Note                                     |
| ---- | ----------------- | -------------- | ---------------- | --------- | ----------- | ---------------------------------------- |
| 2005 | Mondiali allievi  | Marrakech      | Lancio del disco | Oro       | 54,09 m     |                                          |
| 2005 | Mondiali allievi  | Marrakech      | Getto del peso   | Bronzo    | 15,53 m     | Miglior prestazione personale            |
| 2006 | Mondiali juniores | Pechino        | Lancio del disco | Oro       | 60,63 m     | Miglior prestazione personale            |
| 2006 | Mondiali juniores | Pechino        | Getto del peso   | 7ª        | 15,71 m     |                                          |
| 2006 | Commonwealth      | Melbourne      | Lancio del disco | Bronzo    | 59,44 m     |                                          |
| 2006 | Commonwealth      | Melbourne      | Getto del peso   | 12ª       | 14,91 m     |                                          |
| 2007 | Mondiali          | Osaka          | Lancio del disco | 13ª (q)   | 60,44 m     | Miglior prestazione personale stagionale |
| 2007 | Universiadi       | Bangkok        | Lancio del disco | Argento   | 60,47 m     | Miglior prestazione personale stagionale |
| 2008 | Olimpiadi         | Pechino        | Lancio del disco | 8ª        | 60,15 m     |                                          |
| 2009 | Mondiali          | Berlino        | Lancio del disco | Oro       | 65,44 m     | Miglior prestazione personale            |
| 2009 | Universiadi       | Belgrado       | Lancio del disco | Oro       | 62,48 m     |                                          |
| 2011 | Mondiali          | Taegu          | Lancio del disco | 10ª       | 59,14 m     |                                          |
| 2012 | Olimpiadi         | Londra         | Lancio del disco | 11ª       | 60,40 m     |                                          |
| 2013 | Mondiali          | Mosca          | Lancio del disco | 10ª       | 62,42 m     |                                          |
| 2014 | Commonwealth      | Glasgow        | Lancio del disco | Oro       | 64,88 m     |                                          |
| 2015 | Mondiali          | Pechino        | Lancio del disco | 6ª        | 63,14 m     |                                          |
| 2016 | Olimpiadi         | Rio de Janeiro | Lancio del disco | 4ª        | 64,90 m     |                                          |
| 2017 | Mondiali          | Londra         | Lancio del disco | Argento   | 69,64 m     | Record oceaniano                         |
| 2018 | Commonwealth      | Gold Coast     | Lancio del disco | Oro       | 68,26 m     | Record dei Giochi                        |
| 2021 | Giochi olimpici   | Tokyo          | Lancio del disco | 22ª (q)   | 58,77 m     |                                          |

## Altre competizioni internazionali
2013

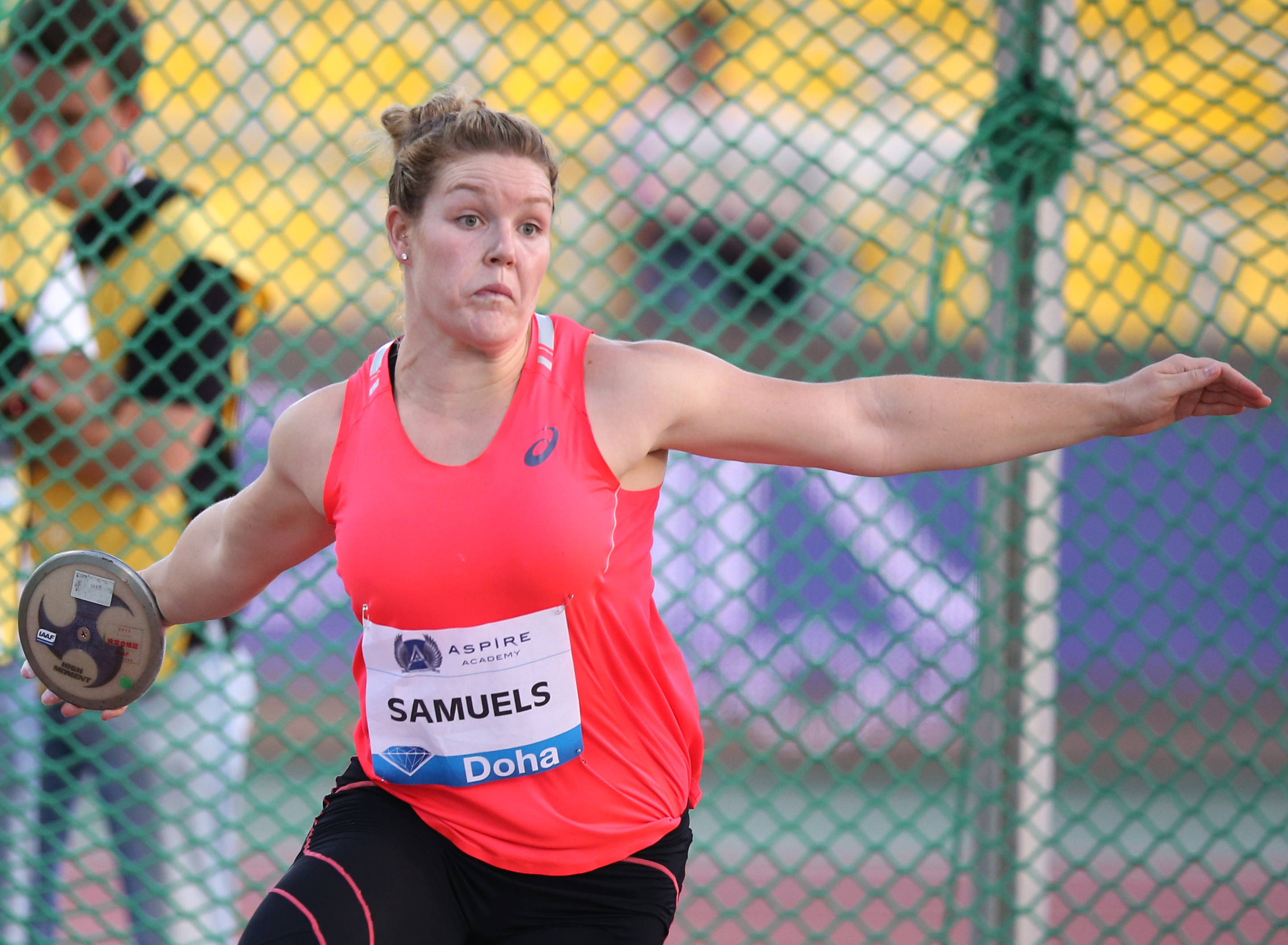
Dani Samuels al Meeting di Doha 2015.

- 4ª all'Sainsbury’s Grand Prix ( Birmingham), lancio del disco - 61,28 m
- 5ª all'Athletissima 2013 ( Losanna), lancio del disco - 63,02 m
- 5ª al Meeting Herculis 2013 ( Monte Carlo), lancio del disco - 61,32 m

2014
- Argento al Shanghai Golden Grand Prix ( Shanghai), lancio del disco - 67,89 m
- Argento al Meeting Areva ( Parigi), lancio del disco - 67,40 m
- Bronzo al Sainsbury's Glasgow Grand Prix ( Glasgow), lancio del disco - 65,21 m
- Argento al DN Galan ( Stoccolma), lancio del disco - 65,70 m
- Bronzo al Weltklasse Zürich ( Zurigo), lancio del disco - 64,86 m
- Argento in Coppa continentale di atletica leggera ( Marrakech), lancio del disco - 64,39 m

2015
- Argento al Sainsbury's Birmingham Grand Prix ( Birmingham), lancio del disco - 64,89 m